# Колесо духов
Колесо духов, или Колесо рефаимов, известное также под арабским названием Руджм эль-Хири («каменный вал дикой кошки»), араб. رجم الهرة‎, или под ивритским Гильгаль-Рефаим, ивр. גלגל רפאים‎, — разновидность кольца камней, мегалитический памятник с курганом в центре.

## Описание
Расположен на Голанских высотах примерно в 16 км от восточного побережья Тивериадского озера в центре большого плато, на котором также найдены сотни дольменов.
Состоит из более чем 42 000 базальтовых валунов, расположенных в виде концентрических кругов. В центре расположен курган высотой 4,5 м. Не все круги выложены до конца.
Наружный вал имеет диаметр 152—160 м и высоту 2,4 м. Археологи датируют сооружение и расположенные поблизости селища ранним бронзовым веком II (3500—2700 годы до н. э.).
Впервые об обнаружении памятника официально объявила израильская археологическая экспедиция, проведённая в этой местности в 1967—1968 годах. При этом на вершине каирна был обнаружен сирийский тригонометрический пункт, ранее обозначавшийся на картах. В окрестностях каирна обнаружены многочисленные дольмены. Первая профессиональная археологическая экспедиция была проведена в начале 1980-х годов. Новое археологическое исследование начали проводить с 2007 года Йосеф Гарфинкель и Михаэль Фрайхман из Еврейского университета Иерусалима.
Из-за древности, обветшалости и выветривания назначение сооружения остаётся неясным. Однако один факт принят всеми исследователями — в какой-то исторический период сооружение использовалось как место поклонения и племенных собраний. В центре сооружения, внутри дольмена, исследователи обнаружили камеру, а в ней три части золотого украшения. Склеп был датирован 3000—2700 до н. э.
В настоящее время Колесо духов находится на территории полигона Вооружённых сил Израиля, однако туристы могут бесплатно посещать его в выходные дни, когда учения не проводятся.
Воинская часть в настоящий момент закрыта. Дорога до памятника свободная в любой день, но очень плохая. Ориентироваться по карте стоит на точку южнее городка Yonatan между двумя озёрами.